# Janko Konstantinov
Janko Konstantinov (v makedonské cyrilici Јанко Константинов; 18. ledna 1926, Bitola, Jugoslávie – 2010) byl severomakedonský architekt. Navrhl řadu staveb, které se dnes nacházejí v severomakedonské metropoli Skopje. Brutalistické stavby z betonu byly vybudovány v 70. a 80. letech namísto původního města, které zničilo v roce 1963 zemětřesení.

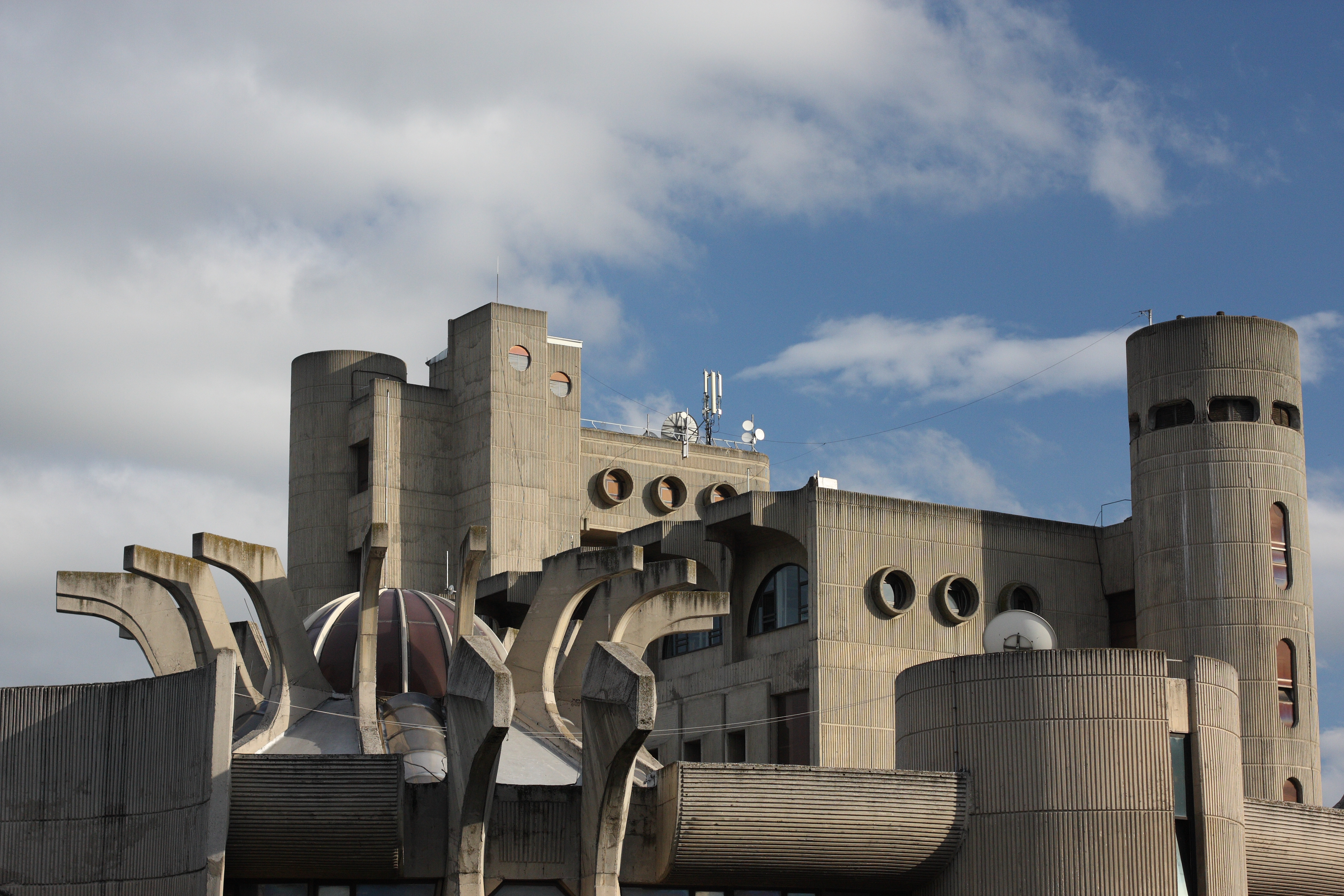
Budova pošty ve Skopje

Konstantinov studoval Fakultu architektury na Bělehradské univerzitě. Svá studia dokončil v roce 1952 a již o dva roky později vycestoval do zahraničí; od roku 1954 působil na Královské dánské akademii umění a architektury v Kodani. Konstantinov spolupracoval na řadě projektů ve Finsku, kde spolupracoval s architektem Alvarem Aaltem. Svojí úspěšnou zahraniční kariéru musel Konstantinov přerušit po roce 1963, kdy přicestoval do makedonské metropole Skopje a rozhodl se pomoci s přestavbou města. Mezi stavby, které pomohl realizovat právě Konstantinov, patří např. tamější budova pošty nebo budova telekomu, která se nachází nedaleko. V zahraničí navrhl několik dalších objektů, mezi které patřily: Muzeum města Aalborg v Dánsku nebo Science Center Southern California v USA.
V pozdějším věku se věnoval malířství ve své rodné Bitole.